# ベザーノ層
ベザーノ層（ベザーノそう、Besano Formation）またはベサノ層（ベサノそう）は、イタリア北西部とスイス南部のアルプス山脈南部に分布する地層。苦灰岩と黒色頁岩から構成される、化石を含む薄いサクセッションである。魚類や海棲爬虫類を含め、中期三畳紀（アニシアン期からラディニアン期）の海洋生物の化石を保存していることで有名である。サン・ジョルジョ山やベザーノ地域に露頭が分布しており、本層を理由として、当該地域がユネスコの世界遺産に指定されている。スイスではGrenzbitumenzoneとしても知られる。アニシアン階とラディニアン階の境界はベサノ層の上部に存在する。

## 岩相と層序
ベザーノ層は暗い色の苦灰岩と頁岩との比較的薄いバンドであり、層厚は合計で約5 - 16メートルである。サン・ジョルジョ山北部の縁に沿って東西約10キロメートルに亘って伸び、イタリア-スイス国境を超えてベザーノの方へ伸びる。個々の露頭において、ベザーノ層は厚く広く広がる炭酸塩に富む地層であるSan Salvatore Dolomiteの下部の上位に位置する。サン・ジョルジョ山の北部に露頭するSan Salvatore層の上部は、部分的にベザーノ層と同時に形成されている。ベザーノ層は上部において、化石に乏しく下部に有機物が濃集しているSan Giorgio Dolomiteに傾斜する。San Giorgio Dolomite自体は化石に富むMeride Limestoneに被覆される。
スイスでの名称から示唆されるように、ベザーノ層の堆積物は歴青質（bituminous）であり、有機物が豊富であり容易に燃焼する。地層の大部分を構成する葉理のある灰色苦灰岩は約20%の有機物を含む。これらの苦灰岩層の葉理の幅はミリメートル未満からセンチメートル未満スケールまで様々であり、これは鉱物のサイズや粒径の多様性による。無脊椎動物化石や単離した石英粒子が苦灰岩に多く見られる一方、脊椎動物化石や放散虫はそれらほど頻繁に保存されていない。細かい葉理を伴う黒色頁岩は本層において苦灰岩より小さい割合を占め、最大で40の有機物を含む。頁岩中において放散虫や脊椎動物化石が多産するが、無脊椎動物化石は実質的に存在せず、苦灰石の結晶や砕屑性石英の結晶は稀である。これらの主要な苦灰岩あるいは頁岩の層は生物擾乱や変動の証拠が非常に乏しい。黄鉄鉱は産出するが一般的でなく、これは黄鉄鉱形成に必要な鉄が乏しかったことに起因する可能性が高い。有機物はタイプIIケロジェンとして特徴づけられ、ホパンやポルフィリンといった有機化合物に富むが、炭素13が強く欠乏している。これらの生命存在指標を組み合わせて、有機物の大半がシアノバクテリア起源であることが示唆されている。
他の堆積物や岩相はベザーノ層において稀である。葉理を持つ白色の細粒苦灰岩の薄層は広範囲に広がっている。これらの堆積物はほぼ有機物を含まない一方でからの破片とペロイドを含む。この白色の苦灰岩は遠方の炭酸塩源から崩落したタービダイト堆積物である可能性が高い。同様の起源は、多孔質のテクスチャを持つ淘汰の悪い巨大な苦灰岩層についても推測されている。薄い苦灰岩層が稀に波打った層を示し、また深い流れによって削剥されていることから、再堆積の証拠が見られる。黒色頁岩層は場合によっては放散虫群集起源のチャートのバンドを保存している。無数の薄いベントナイト層（凝灰岩）も層全体に見られる。ベントナイトは主にイライトやモンモリロナイトからなり、サニディン結晶も産することがある。アルプス南部に分布する大半の三畳系凝灰岩と異なり、斜長石は完全に存在しない。

## 古環境
ベザーノ層は深く安定した海洋環境の小型プラットフォーム内盆地で堆積しており、炭酸塩プラットフォームと浅海の礁との間に位置していたと考えられている。当該の炭酸塩プラットフォーム自体は北部と西部のSan Salvatore Dolomiteや東部のEsino Limestoneといった厚いシーケンスである。コモ湖の東部に位置するPerledo-Varenna層がGrenzbitumenzone盆地に属する場合、当該盆地は幅20キロメートルに達した可能性がある。この炭酸塩プラットフォームと盆地の系は、中期三畳紀の間に東へ進行したテチス海の西部に沿って発達した。
ベザーノ層の苦灰岩と頁岩との交代は、おそらく海水準変動の結果である。上昇した海水準により炭酸塩プラットフォームが水没し、盆地内での苦灰岩の堆積が促進された可能性がある。あるいは、海進により盆地が他の栄養塩に富む領域と接続され、プランクトンが増殖して頁岩の堆積が促進されたことも考えられる。苦灰岩層内の葉理は変動する炭酸塩レベルに対応しており、嵐の際の炭酸塩プラットフォームからの流出に関連している可能性がある。
ベザーノ層の堆積物は底生生物による擾乱を受けておらず、保存の良好な化石や有機物や重金属イオンが豊富である。このことから、伝統的見解において盆地の海底は無酸素化していて生命が欠如していたと考えられてきたが、ネクトンやプランクトンが豊富であることから水面付近の水中において酸素がより集中していたことが示唆される。酸素含有量のこの強い成層化の起源やその強度については議論がある。比較的深くはあるものの、盆地は強力な温度勾配や深い塩循環による成層化が成立するには深度が不十分である可能性が高い。伝統的な見解では、水柱の中部にプランクトン性の細菌が集中し、盆地の上部と下部（無酸素水塊）を区分したとされる。ただし、ベザーノ層の堆積期間において海底での微生物活動の証拠は乏しい。
後続研究では、海底が貧酸素環境でありながら無酸素環境よりも酸素に富んでいたと主張された。生息環境に関して激しい議論が交わされている二枚貝のDaonellaは本層で豊富な化石である。初期の研究において本属は浮遊する物体に付着したか、より浅海域から無酸素のベザーノ層の海底へ洗い流されたとされていたが、その後の研究では大半の底生動物が生息しにくい貧酸素環境に特化した盆地底部の底生生物であったと考えられている。ベザーノ層の化石が関節しておらず再配向していることからは、深部の水流が弱くかつ酸化されていることを支持する。海底流に関する初期の証拠には議論の余地があり、おそらく誤った図解に基づくものであったがさらなる標本のサンプリングを経て同様の一般的な結論が支持されている。

## タフォノミー
ベザーノ層の化石は異様に保存が良いが、大半は堆積物の層の間で押し潰されており、こうした圧縮は厚い苦灰岩層よりも薄い頁岩層において顕著である。軟組織の保存は希少であるものの皆無でなく、石灰化したサメの軟骨、リン酸塩化した糞石と腹部の内容物、爬虫類の鱗の有機的な残骸が報告されている。貧酸素環境においてこうした保存はバクテリアマットの基質が骨に付着して密封することにより促進された可能性があるが、バクテリアマットの直接的な証拠は存在しない。
骨格の保存を定量化するには、完全性（化石に存在する骨格の割合）と関節（生前の位置で保存されている割合）とがある。Serpianosaurusの化石の完全性と関節度合いは差異が大きいが、平均してかなり高い。完全性と関節度合いは頭部において最も明確に結びついている。骨格の中でも重い部位である頭部は最初に沈みやすく、浮遊している体の残りの部分から離断する可能性が高い。しかしそれでも、頭部を欠く比較的不完全な標本が希少であることから、長時間浮遊している間に体の部位がバラバラに離れた可能性は低い。椎骨と肋骨は関節しない傾向があるが、それでも両者の距離は遠くない。つま先のような末梢要素も分断される傾向にある。こうした分断はおそらく死骸が長時間かけて海底でゆっくりと腐敗した際に、微妙な海底流を受けた結果である。頭部と尾は同様の方向に湾曲する傾向があり、水の流れに起因する可能性がある。
ベザーノ層で発見されるサウリクティスの化石は大抵の場合保存が良いが、関節しておらず捻じれた標本がMeride LimestoneのCassina単層で発見されるものよりも多く見られる。これはベザーノ層の堆積速度がMeride Limestoneと比較して遅く、埋没前に海底流の影響を受ける時間が長かったためとされる。また、Cassina単層にはより直接的な微生物マットの証拠があり、これが腐敗する死体を安定させる役割を果たしていた可能性がある。
逆に、ベザーノ層の魚竜化石はヨーロッパの前期ジュラ紀の地層のものよりも完全性が高い傾向にある。体内の特定部位で完全性が著しく低いということがないため、化石が優先的に腐肉食動物の影響を受けなかったことが示唆される。この化石の高い完全性は、盆地が比較的小さくかつ周囲から孤立しており、より強力な海流の影響を免れていたことによる可能性がある。ベザーノ層から産出した具体的な魚竜の属として、ベザーノサウルスやミクソサウルスが知られている。
ベザーノ層で産出した化石分類群の一覧はen:Besano Formationを参照。